# Cheyenne Silver
Cara Fawn Ballou (San Clemente, 18 luglio 1978) è un'ex attrice pornografica statunitense vincitrice nel dicembre 2001 del Penthouse Pet of the Month: Miss December 2001.

## Biografia
A volte viene definita più semplicemente Cheyenne a causa delle sue origini di nativa americana. Prima di entrare nell'industria cinematografica, era una ballerina erotica e si faceva chiamare Wildcat.
È apparsa in oltre 70 film per adulti tra cui No Man's Land, Fever, Secrets of the Flesh, Freshmen Fantasies, The Wicked Temptress, Bloodrite, Pure Bliss, Third Date e This Girl's Life. Ha firmato un contratto con la società Vivid Entertainment per farlo.
Nel dicembre 2001 viene scelta come Pet of the Month per la rivista Penthouse. Ha anche interpretato ruoli in film non pornografici che le hanno permesso di entrare a far parte dell'associazione degli attori Screen Actors Guild (SAG-AFTRA).
Il 12 dicembre 2005 è rimasta gravemente ferita in un incidente d'auto e ha dovuto subire un intervento chirurgico. Dopo un periodo di riposo, è apparsa nel video musicale del gruppo N.E.R.D intitolato Lapdance.
Dal giugno 2006, dopo varie apparizioni in film non pornografici, Silver ha iniziato a usare il suo nome di nascita (Cara Fawn). È anche diventata assistente alla produzione di The Villikon Chronicles.

## Filmografia
Film erotici
- 2003: This Girl's Life : Cheyenne
- 2005: Alabama Jones and the Busty Crusade : California Jones
- 2009: Busty Cops: Protect and Serve! (telefilm)

Film pornografici
- Girl Gangs (2007)
- No Man's Land: Coffee & Cream 1 (2007)
- Charmane Star Revealed (2006) (V)
- More Bang for the Buckxxx (2006) (V)
- Barnyard Babes (2005) (V)
- Deep Inside Celeste (2004) (V)
- In Aphrodite (2004) (V)
- Sodomania: Slop Shots 13 (2003) (V)
- Titsicle (2003) (V)
- The Fans Have Spoken 4 (2003) (V)
- Anal Cherries (2003) (V)
- Raven (2002) (V)
- 100% Blowjobs 3 (2002) (V)
- Sodomania Slop Shots 12 (2002) (V)
- Where the Boys Aren't 15 (2001) (V)
- Sodomania Slop Shots 10 (2001) (V)
- Where the Boys Aren't 14 (2001) (V)
- Anally Exposed (2000) (V)
- College Girls Taking Oral Exams (2000) (V)
- Delusional (2000) (V)
- Up and Cummers 78 (2000) (V) (comme Wildcat)
- Blowjob Adventures of Dr. Fellatio 22 (2000) (V)
- Generation Sex (2000) (V)
- Search for the Snow Leopard (1999) (V)
- 75 Nurse Orgy (1999) (V)
- Carnal Witness (1999) (V)
- Up and Cummers 71 (1999) (V)
- Freshman Fantasies 17 (1999) (V)
- No Man's Land 28 (1999)
- Cryptic Seduction (1999) (V)
- Trigger (1999) (V)
- Hand Job Hunnies 1 (1999) (V)
- Coming Attractions (1999) (V)
- California Cocksuckers 7 (1999) (V)
- No Man's Land 26 (1999)
- Nymph Fever (1999) (V)
- Serenade (1999) (V)
- Secrets of the Flesh (1999) (V)
- Going Down Monica Style (1999) (V)
- Perfect Pink 4: Wired Pink Gangbang (1999) (V)
- Wet Spots 3 (1998) (V)
- Fresh Meat 5 (1998) (V)
- Blowjob Adventures of Dr. Fellatio 12 (1998) (V)
- Blowjob Fantasies 2 (1998) (V)
- No Man's Land 22 (1998)
- MH Home video 481: Cum In My Cunt 16 (1997)